# 吉奥瓦尼·馬切塞
吉奥瓦尼·馬切塞（義大利語：Giovanni Marchese；1984年10月17日—）是一位意大利足球運動員。在場上的位置是左後衛。他現在效力於意大利足球甲級聯賽球隊熱那亞足球俱樂部。他在2006年9月10日首次參加意甲賽事。